# Список богомолів Катару
У фауні Катару відомо близько 5 видів богомолів. Територія Катару відносно бідна видами богомолів через невелику площу країни, а також через недостатню вивченість.

## Список видів
| Наукова назва, автор, рік опису  | Таксономія            | Статус МСОП | Зображення | Зауваження щодо поширення |
| Mantis religiosa Linnaeus, 1758  | Родина Mantidae       | LC          |            |                           |
| Empusa pennata Thunberg          | Родина емпузові       | -           |            | Ер-Раян (Abu Samrah)      |
| Blepharopsis mendica Fabricius   | Родина емпузові       | -           |            | Ель-Хаур, Зубарах         |
| Sphodromantis viridis Forsskal   | Родина Mantidae       | —           |            |                           |
| Eremiaphila braueri Werner, 1910 | Родина Eremiaphilidae | —           |            | Умм-Салаль                |